# 平成21年台風第17号
平成21年台風第17号（へいせい21ねんたいふうだい17ごう、アジア名：パーマァ〔Parma、命名国：マカオ、意味：マカオ料理の名前〕、フィリピン名：Pepeng）は、フィリピン付近で長期間複雑な動きをして同地域に大きな被害を出した台風。

## 概要
| 台風17号 (左) と台風18号 (右) の衛星画像 (10月6日) |  | 進路図 |
| 台風17号 (左) と台風18号 (右) の衛星画像 (10月6日) |  | 進路図 |

2009年9月29日にカロリン諸島付近で発生した。しばらく西南西に進んだ後、北東に向きを変えて急速に発達。10月1日9時に10月1日の東方において最低気圧930ヘクトパスカル（hPa）・最大風速50メートルを記録して全盛期を迎える。その後、少し勢力を落とし、10月3日15時に中心気圧950hPa・最大風速40メートル・最大瞬間風速60メートルでフィリピンのルソン島北部のカガヤン州に上陸。10月4日21時にルソン島を抜けてバシー海峡を北上したが、東方の台風18号との間で藤原効果が発生して停滞、南下して10月6日9時に中心気圧975hPa・最大風速30メートル・最大瞬間風速45メートルで離陸地点付近に再上陸した。そのまま引き返して10月7日9時にフィリピンの東海上に抜けて停滞する。10月8日になるとゆっくり西方へと進路をとり、10月9日9時に中心気圧996hPa・最大風速23メートル・最大瞬間風速35メートルで離陸地点付近に再上陸。10月10日9時に南シナ海に抜け、熱帯低気圧に変わる。その後、熱帯低気圧は西よりに進んで10月11日9時に再び台風となる。10月12日3時に中華人民共和国の海南島に中心気圧996hPa・最大風速20メートル・最大瞬間風速30メートルで上陸。10月13日にトンキン湾に抜けた。10月14日9時、トンキン湾で熱帯低気圧に変わる。
この台風は復活台風であり、台風としての寿命は13日18時間だが、1日は熱帯低気圧に降格していたため、その期間も含めた寿命は14日18時間となり、気象庁の基準の長寿台風のランキング（台風でなかった期間を含む）では、統計史上8番目に長い発生期間となった。

## 被害
フィリピンで死傷者438名。

## その他
この台風のアジア名「パーマァ（Parma）」は、この台風限りで使用中止となり、次順からは「インファ（In-fa）」というアジア名が使用されることになった。